# Euclystis onusta
Euclystis onusta là một loài bướm đêm trong họ Erebidae.